# Antigny (Vendée)
Pour les articles homonymes, voir Antigny.
Antigny (Antegnàe en poitevin) est une commune française située dans le département de la Vendée, en région Pays de la Loire.

## Géographie

### Localisation
Le territoire municipal d'Antigny s'étend sur 2 238 hectares. L'altitude moyenne de la commune est de 94 mètres, avec des niveaux fluctuant entre 47 et 138 mètres,.
| Saint-Maurice-le-Girard |         | La Châtaigneraie        |
| Saint-Sulpice-en-Pareds | Antigny | Loge-Fougereuse         |
| Cezais                  | Vouvant | Saint-Maurice-des-Noues |

### Climat
Pour des articles plus généraux, voir Climat des Pays de la Loire et Climat de la Vendée.
En 2010, le climat de la commune est de type climat océanique altéré, selon une étude du CNRS s'appuyant sur une série de données couvrant la période 1971-2000. En 2020, Météo-France publie une typologie des climats de la France métropolitaine dans laquelle la commune est exposée à un climat océanique et se trouve dans une zone de transition entre les régions climatiques « Bretagne orientale et méridionale, Pays nantais, Vendée » et « Poitou-Charentes ».
Pour la période 1971-2000, la température annuelle moyenne est de 11,9 °C, avec une amplitude thermique annuelle de 14,5 °C. Le cumul annuel moyen de précipitations est de 901 mm, avec 12,1 jours de précipitations en janvier et 6,9 jours en juillet. Pour la période 1991-2020, la température moyenne annuelle observée sur la station météorologique de Météo-France la plus proche, sur la commune de Scillé à 16 km à vol d'oiseau, est de 12,1 °C et le cumul annuel moyen de précipitations est de 954,6 mm,. Pour l'avenir, les paramètres climatiques de la commune estimés pour 2050 selon différents scénarios d'émission de gaz à effet de serre sont consultables sur un site dédié publié par Météo-France en novembre 2022.

## Urbanisme

### Typologie
Au 1er janvier 2024, Antigny est catégorisée bourg rural, selon la nouvelle grille communale de densité à sept niveaux définie par l'Insee en 2022.
Elle est située hors unité urbaine. Par ailleurs, la commune fait partie de l'aire d'attraction de La Châtaigneraie dont elle est une commune de la couronne,. Cette aire, qui regroupe 10 communes, est catégorisée dans les aires de moins de 50 000 habitants,.

### Occupation des sols
L'occupation des sols de la commune, telle qu'elle ressort de la base de données européenne d’occupation biophysique des sols Corine Land Cover (CLC), est marquée par l'importance des territoires agricoles (92,9 % en 2018), en diminution par rapport à 1990 (97,3 %). La répartition détaillée en 2018 est la suivante : 
terres arables (57,9 %), zones agricoles hétérogènes (18,3 %), prairies (16,7 %), zones urbanisées (3,8 %), mines, décharges et chantiers (2,2 %), zones industrielles ou commerciales et réseaux de communication (1,2 %). L'évolution de l’occupation des sols de la commune et de ses infrastructures peut être observée sur les différentes représentations cartographiques du territoire : la carte de Cassini (XVIIIe siècle), la carte d'état-major (1820-1866) et les cartes ou photos aériennes de l'IGN pour la période actuelle (1950 à aujourd'hui).

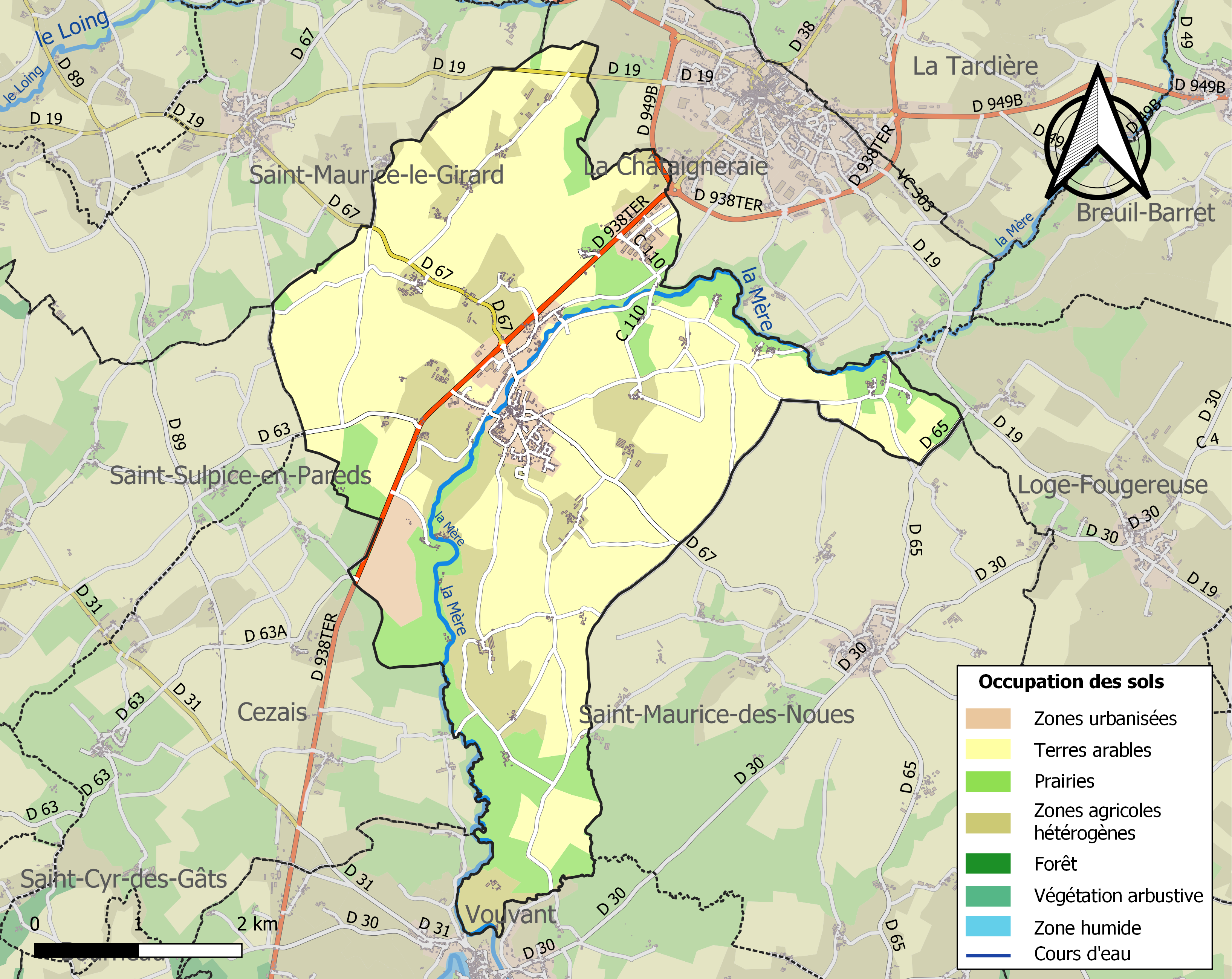
Carte des infrastructures et de l'occupation des sols de la commune en 2018 (CLC).

## Politique et administration

### Liste des maires
| Période                                  | Période                                              | Identité                                    | Étiquette | Qualité                  |
| ---------------------------------------- | ---------------------------------------------------- | ------------------------------------------- | --------- | ------------------------ |
| Les données manquantes sont à compléter. |                                                      |                                             |           |                          |
| 14 mai 1871                              | 13 mai 1906 (décès)                                  | Henri Bonnineau                             |           |                          |
| 17 juin 1906                             | Début juillet 1917 (démission pour raisons de santé) | Eugène Moret                                |           |                          |
| début juillet 1917                       | 10 décembre 1919                                     | intérim assuré par Pierre Rousseau, Adjoint |           |                          |
| 10 décembre 1919                         | 20 avril 1943 (décès)                                | Pierre Rousseau                             |           | Cultivateur              |
| 20 juillet 1943                          | 31 octobre 1947                                      | François Baudry                             |           |                          |
| 31 octobre 1947                          | mars 1977                                            | Auguste Thomas                              |           | Producteur de farines    |
| mars 1977                                | mars 2001                                            | Louis Jaunet                                |           |                          |
| mars 2001                                | mars 2014                                            | Christian Brémaud,                          |           |                          |
| mars 2014                                | En cours                                             | Yvon Gourmaud                               | DVD       | Responsable d'entreprise |

## Jumelages
Antigny est jumelée avec la commune de Groisy, située en Haute-Savoie.

## Population et société

### Démographie
Les habitants sont nommés les Antignolais.

#### Évolution démographique
L'évolution du nombre d'habitants est connue à travers les recensements de la population effectués dans la commune depuis 1793. Pour les communes de moins de 10 000 habitants, une enquête de recensement portant sur toute la population est réalisée tous les cinq ans, les populations de référence des années intermédiaires étant quant à elles estimées par interpolation ou extrapolation. Pour la commune, le premier recensement exhaustif entrant dans le cadre du nouveau dispositif a été réalisé en 2007.

En 2022, la commune comptait 1 035 habitants, en évolution de −2,17 % par rapport à 2016 (Vendée : +5,33 %, France hors Mayotte : +2,11 %).
| 1793  | 1800 | 1806 | 1821  | 1831  | 1836  | 1841  | 1846  | 1851  |
| ----- | ---- | ---- | ----- | ----- | ----- | ----- | ----- | ----- |
| 1 300 | 981  | 966  | 1 186 | 1 174 | 1 238 | 1 238 | 1 300 | 1 249 |

| 1856  | 1861  | 1866  | 1872  | 1876  | 1881  | 1886  | 1891  | 1896  |
| ----- | ----- | ----- | ----- | ----- | ----- | ----- | ----- | ----- |
| 1 240 | 1 265 | 1 311 | 1 268 | 1 300 | 1 333 | 1 376 | 1 392 | 1 309 |

| 1901  | 1906  | 1911  | 1921  | 1926  | 1931  | 1936  | 1946  | 1954  |
| ----- | ----- | ----- | ----- | ----- | ----- | ----- | ----- | ----- |
| 1 273 | 1 245 | 1 219 | 1 015 | 1 029 | 1 028 | 1 008 | 1 036 | 1 024 |

| 1962  | 1968 | 1975 | 1982  | 1990  | 1999  | 2006  | 2007  | 2012  |
| ----- | ---- | ---- | ----- | ----- | ----- | ----- | ----- | ----- |
| 1 049 | 955  | 927  | 1 027 | 1 078 | 1 127 | 1 030 | 1 016 | 1 055 |

| 2017  | 2022  | - | - | - | - | - | - | - |
| ----- | ----- | - | - | - | - | - | - | - |
| 1 059 | 1 035 | - | - | - | - | - | - | - |

#### Pyramide des âges
En 2018, le taux de personnes d'un âge inférieur à 30 ans s'élève à 28,5 %, soit en dessous de la moyenne départementale (31,6 %). À l'inverse, le taux de personnes d'âge supérieur à 60 ans est de 34,4 % la même année, alors qu'il est de 31,0 % au niveau départemental.
En 2018, la commune comptait 518 hommes pour 534 femmes, soit un taux de 50,76 % de femmes, légèrement inférieur au taux départemental (51,16 %).
Les pyramides des âges de la commune et du département s'établissent comme suit :
| Hommes | Classe d’âge | Femmes |
| ------ | ------------ | ------ |
| 1,7    | 90 ou +      | 4,7    |
| 8,9    | 75-89 ans    | 13,1   |
| 21,7   | 60-74 ans    | 18,7   |
| 21,9   | 45-59 ans    | 21,1   |
| 15,7   | 30-44 ans    | 15,6   |
| 12,2   | 15-29 ans    | 13,0   |
| 17,9   | 0-14 ans     | 13,9   |

| Hommes | Classe d’âge | Femmes |
| ------ | ------------ | ------ |
| 0,8    | 90 ou +      | 2,2    |
| 8,7    | 75-89 ans    | 11,1   |
| 20,3   | 60-74 ans    | 21,3   |
| 20     | 45-59 ans    | 19,4   |
| 17,5   | 30-44 ans    | 16,8   |
| 15     | 15-29 ans    | 13,2   |
| 17,7   | 0-14 ans     | 16,1   |

## Économie
- Exxelia, composants passifs et sous-systèmes pour aéronautique, spatial et défense[23] (l'entreprise appartient au fonds d'investissement HLD, Paris, depuis 2020)[24].

## Culture locale et patrimoine

### Lieux et monuments
- Église Saint-Hilaire.
- La rivière Mère.

### Personnalités liées à la commune
- Abel Gaborit (1934-2019), natif de la commune, organiste.